# 股関節脱臼
股関節脱臼（こかんせつだっきゅう、Hip_dislocation）は、大腿骨と骨盤の間の関節が分裂した状態のことである。

## 解説
具体的には、ボール形状の先端である大腿骨頭が骨盤のカップ形状の寛骨臼から転位した状態である。一般的な症状には、腰の痛みや動かすことができない状態などがあげられる。合併症には、股関節の阻血性骨壊死、坐骨神経の損傷、関節炎などがあげられる。
脱臼は通常、交通事故や高所からの落下などの重度の外傷が原因である。多くの場合、他にも関連する怪我をしていることがある。診断は一般的に単純X線で確認される。股関節脱臼は、人工股関節置換術後または発達異常で知られる股関節形成不全からも発生する可能性がある。
交通事故による股関節脱臼を防ぐためには、シートベルトの着用をすることである。一般的に医療的外傷救命処置（ATLS）に続いて緊急治療が行われる。これらの応急処置に続き、鎮静下で股関節の整復処置が行われるのが一般的である。合併症を除外するために、整復後にCTスキャンを行うことが勧められる。関節を整復できない場合は、手術が必要である。多くの場合、治癒がみられるまでに数ヶ月かかる。
股関節脱臼はまれである。女性よりも男性の方が頻繁にみられる。外傷性転位は、一般的に16〜40歳に最も発生する。股関節脱臼は1800年代初頭に医療報道機関により説明された。